# L'imbalsamatore
L'imbalsamatore è un film del 2002 diretto da Matteo Garrone, presentato nella Quinzaine des Réalisateurs al 55º Festival di Cannes.
Questo film è riconosciuto come d'interesse culturale nazionale dalla Direzione generale Cinema e audiovisivo del Ministero per i beni e le attività culturali e per il turismo italiano, in base alla delibera ministeriale del 4 settembre 2001. Il film riprende la vicenda di cronaca romana del "nano di Termini" Domenico Semeraro (Ostuni 1946 - Roma 1990), un tassidermista omosessuale, ucciso dal suo protégé, Armando Lovaglio (Roma, 1969 - Formello, 2017), nel 1990. L'intento di Garrone è stato quello di raccontare la storia di un uomo che ricerca la bellezza inseguendo un amore impossibile verso un ragazzo giovane e bello.
Gli attori scelti dal regista per l'interpretazione dei tre personaggi principali sono Ernesto Mahieux, che nei panni di Peppino ha vinto il David di Donatello per il miglior attore non protagonista, Valerio Foglia Manzillo, ex modello e al debutto nel cinema nel ruolo di Valerio, ed Elisabetta Rocchetti nel ruolo di Deborah, fidanzata di Valerio. Il film è stato girato al Villaggio Coppola, una frazione di Castel Volturno nota per essere stata costruita in modo completamente abusivo, e a Cremona. Le musiche sono state affidate alla Banda Osiris e la colonna sonora è stata pubblicata in L'imbalsamatore, quarto album del gruppo musicale vercellese.
Il film ha incassato 468.000 euro.

## Trama
Peppino Profeta è un tassidermista napoletano affetto da nanismo. Nel suo mestiere è talmente abile e rinomato da essere richiesto persino dalla camorra, che lo impiega nel commercio di sostanze stupefacenti pagandolo profumatamente per estrarre la droga dai cadaveri utilizzati come copertura dei propri traffici.
Peppino conduce un'esistenza solitaria fino a quando incontra Valerio, un ventenne alto e bellissimo da cui è subito fortemente attratto: decide allora di coinvolgerlo nel proprio lavoro con un'importante offerta economica, che Valerio accetta immediatamente rinunciando al mestiere di cuoco. In breve i due diventano amici e Valerio subisce inesorabilmente l'ascendente del suo maestro, che a sua volta lo ricopre di attenzioni spingendosi sempre più oltre la semplice amicizia. Gli eventi fanno sì che il ragazzo si trasferisca a vivere da lui: Peppino lo accoglie in casa con gioia e appena possibile, al fine di ammirare la sua bellezza, lo attira nel suo mondo coinvolgendolo in avventure sessuali con delle prostitute.
Un giorno, durante un viaggio di lavoro a Cremona, i due incontrano Deborah: Valerio e la ragazza si innamorano e lei lascia il suo precario impiego per unirsi al loro viaggio. Inizialmente Peppino accetta Deborah, convinto che prima o poi Valerio se ne libererà, ma poiché questo non accade il fragile equilibrio fra i tre va in frantumi. Peppino, che non si sente più libero di adorare Valerio, cerca di allontanarlo da Deborah in ogni modo, mentre la ragazza rimprovera a Valerio di non riuscire a imporre la sua volontà a "quel nano", come lo definisce sprezzantemente. La situazione precipita culminando in un aspro litigio tra Peppino e Deborah, in cui lui la allontana con decisione imponendole di non farsi più rivedere. Il fatto porta inevitabilmente alla definitiva rottura tra Peppino e Valerio. Il ragazzo e Deborah, che è incinta, si trasferiscono a Cremona dai genitori di lei. La vita di coppia dei due sembra andare per il verso giusto finché Peppino, dopo essersi lasciato andare alla disperazione, decide di presentarsi a casa loro per tentare di strappare Valerio alla ragazza.
La presenza di Peppino manda in crisi Deborah e tra i due innamorati iniziano degli accesi litigi; Peppino diviene più insistente e coglie l'occasione per lusingare Valerio con la proposta di un viaggio per il mondo: la promessa convince Valerio, ma mentre i due stanno per partire interviene Deborah. Ne segue un nuovo litigio tra i due che si concluderà però con un riavvicinamento; Peppino comprende di non avere più possibilità di riprendersi il ragazzo e, in preda all'isteria, estrae la pistola e minaccia di uccidere Deborah, Valerio e sé stesso. Nel finale Valerio e Peppino salgono in macchina e quest'ultimo rimane ucciso da un colpo di pistola (non è dato sapere se ad ucciderlo sia stato Valerio oppure sia stato lui stesso a suicidarsi): i due fidanzati spingono quindi l'auto con dentro il cadavere di Peppino nel Po.

## Riconoscimenti
- 2003 - David di Donatello
  - Migliore sceneggiatura a Matteo Garrone, Massimo Gaudioso e Ugo Chiti
  - Migliore attore non protagonista a Ernesto Mahieux
  - Candidatura Miglior film a Matteo Garrone e Domenico Procacci
  - Candidatura Miglior regista a Matteo Garrone
  - Candidatura Miglior produttore a Domenico Procacci
  - Candidatura Migliore fotografia a Marco Onorato
  - Candidatura Miglior colonna sonora a Banda Osiris
  - Candidatura Migliore scenografia a Marco Dentici
  - Candidatura Migliore montaggio a Marco Spoletini
- 2003 - Nastro d'argento
  - Miglior produttore a Domenico Procacci
  - Migliore montaggio a Marco Spoletini
  - Candidatura Regista del miglior film a Matteo Garrone
  - Candidatura Migliore soggetto a Matteo Garrone, Massimo Gaudioso e Ugo Chiti
  - Candidatura Migliore attore protagonista a Ernesto Mahieux
- 2003 - Globo d'oro
  - Migliore attore rivelazione a Ernesto Mahieux
  - Migliore attrice esordiente a Elisabetta Rocchetti
  - Candidatura Miglior film a Matteo Garrone e Domenico Procacci
  - Candidatura Migliore attore a Ernesto Mahieux
  - Candidatura Migliore fotografia a Marco Onorato
- 2003 - Ciak d'oro
  - Migliore produttore a Domenico Procacci[9]
  - Migliore scenografia a Paolo Bonfini[9]
  - Migliore montaggio a Marco Spoletini[9]